# 정인영 (기업인)
정인영(鄭仁永, 1920년 5월 6일 ~ 2006년 7월 20일)은 한라그룹을 창업한 대한민국의 기업인이다.
정주영 현대그룹 회장의 동생이다. 1988년 한라그룹의 회장이 되었다.

## 생애
1920년 강원도 통천군에서 아버지 정봉식(鄭捧植)과 어머니 한성실(韓成實)의 아들로 태어났다. 형은 정주영이고, 동생은 정세영, 정상영이다.
일본에서 유학을 하고 돌아와 동아일보에서 기자로 활동했다. 그 뒤 1953년 현대건설 부사장, 이후 1962년 (주)현대양행과 만도기계를 설립하였다. 1978년 (주)한라시멘트, 1981년 (주)한라건설을 세웠으며 1984년부터는 한라그룹의 회장이 되었다.
1992년 3월부터는 중앙대학교의 객원교수로 출강하기도 했다.

## 경력
- 동아일보사 기자
- 1953년~1969년 현대건설 부사장
- 1962년 현대양행 사장
- 1969년 현대건설 사장
- 1970년 현대아메리카 사장
- 1978년~1988년 한라건설 사장
- 1980년~1989년 한라자원 사장
- 1980년~1989년 만도기계 사장
- 1980년~1988년 인천조선 사장
- 1983년 주한 키리바티 명예총영사
- 1984년 한라시멘트 사장
- 1987년 한라자원 회장
- 1988년~1996년 12월 한라그룹 회장
- 1992년 3월 중앙대학교 객원교수
- 1996년 12월 한라그룹 명예회장
- 2006년 7월 20일 사망
- 2011년 6월 목포시 명예시민에 추서

## 학력
- 1996년 전남대학교대학원 명예법학박사
- 1991년 롱아일랜드대학교대학원 명예인문학박사
- 1991년 중앙대학교대학원 명예경제학박사

## 상훈
- 1995년 제27회 한국경영대상 한국의 경영자상
- 2011년 6월 목포시 명예시민

## 가족
- 아버지 : 정봉식(鄭捧植, 1884년 - 1946년)
- 어머니 : 한성실(韓成實, 1886년 - 1953년)
  - 형 정주영(1915년 - 2001년) : 현대그룹 창업주
  - 형수 변중석(1921년 - 2007년)
    - 조카 정몽필(1934년 - 1982년) : 전 인천제철 회장
    - 조카 정몽구(1938년 -) : 현대자동차 회장, 현대모비스 회장
    - 조카 정몽근(1942년 -) : 현대백화점그룹 명예회장
    - 조카 정경희(1944년 -)
    - 조카 정몽우(1945년 - 1990년) : 전 현대알루미늄 회장
    - 조카 정몽헌(1948년 - 2003년) : 전 현대그룹 회장
    - 조카 정몽준(1951년 -) : 새누리당의 국회의원
    - 조카 정몽윤(1955년 -) : 현대해상화재보험 회장
    - 조카 정몽일(1959년 -)  : 현대기업금융 회장
    - 조카 정정인(1979년 - ) : 정인희로 개명
    - 조카 정정임(1981년 - ) :

  - 부인 김월계(金月桂, (1923년 - 2003년)
    - 장녀 정형숙(鄭亨淑, 1951년 ~ 1974년)
    - 아들 정몽국(鄭夢國, 1953년 - ) : 엠티인더스트리
    - 자부 이윤희(李潤姬, 1954년 -)
    - 아들 정몽원(鄭夢原, 1955년 - ) : 한라건설 회장, 만도 회장
    - 자부 홍인화(洪仁和, 1957년 - )

  - 동생 정순영(1922년 - 2005년) : 현대시멘트 명예회장, 성우그룹 명예회장
  - 제수 박병임(1928년 - 2015년)
    - 조카 정문숙(1947년 - )
    - 조카 정몽선(1954년 - ) : 성우그룹 회장
    - 조카 정몽석(1958년 - ) : 현대종합금속 회장
    - 조카 정몽훈(1959년 - ) : 성우전자 회장
    - 조카 정몽용(1961년 - ) : 현대성우오트모티브 회장
    - 조카 정정숙(1962년 - )

  - 여동생 정희영(1925년 - 2015년)
  - 매제 김영주(1920년 - 2010년)  : 한국프랜지공업(주)명예회장
    - 조카 김윤수(1946년 - )
    - 조카 김근수(1948년 - )

  - 동생 정세영(1928년 - 2005년) : 현대산업개발 명예회장
  - 제수 박영자(1936년 - )
    - 조카 정숙영(1959년 - ): 노경수 서울대 교수의 아내
    - 조카 정몽규(1962년 - ) : 현대산업개발 대표
    - 조카 정유경(1970년 - )

  - 동생 정신영(1931년 - 1962년)
  - 제수 장정자 : 현대학원 이사장
    - 조카 정일경(1960년 - )
    - 조카 정몽혁(1961년 - )

  - 동생 정상영(1936년 - 2021년) : KCC그룹 명예회장
  - 제수 조은주(1936년 - )
    - 조카 정몽진(1960년 -) : KCC그룹 회장
    - 조카 정몽익(1962년 -) : KCC그룹 사장
    - 조카 정몽열(1964년 -) : KCC건설 사장

## 관련 드라마
- 영웅시대(2004년) - 김철기, 한인수